# Луцкий замок
Луцкий замок (укр. Луцький замок) или замок Любарта (укр. замок Любарта) — верхний замок города Луцка Волынской области Украины, один из двух (частично) сохранившихся замков, памятник архитектуры и истории национального значения. Один из крупнейших, старейших и наиболее хорошо сохранившихся замков Украины. Главный объект историко-культурного заповедника «Старый Луцк», культурный центр и самое старое сооружение Луцка.

## История
На месте замка Любарта начиная с XI века существовал древнерусский Луцкий детинец. Он впервые упоминается в летописи под 1085 г., когда Луцк был уже укреплённым пунктом, выдержавшим ранее 6-месячную осаду Болеслава Смелого. Деревянный детинец обладал несколькими башнями: Выездная, Стыровая (над рекой Стырь), Владычья. Детинец выдержал несколько осад, но в 1261 году был разрушен по требованию монгольского военачальника Бурундая.
После того, как Волынь захватило Великое княжество Литовское, в 1350-е годы началось строительство замка Любарта (Верхнего замка), которое в основном было завершено в 1430-е, хотя некоторые элементы (например, высота башен) ещё менялись в течение последующих веков. Окольный замок начали реконструировать в кирпиче с 1502 года. Со времени постройки замки были резиденцией Великого князя, а после образования Королевства — резиденцией королевской власти, где были сосредоточены политические, административные, судебные, оборонительные, религиозные функции центра воеводства Волынского.
В 1429 году в княжеском дворце, который находился в Верхнем замке, проходил съезд европейских монархов, который имел цель решить политические и экономические вопросы центрально-восточной Европы и решить вопрос о коронации Витовта. Замки неоднократно подвергались нападению. Так, в 1431 году во время «Луцкой войны» замки выдержали осаду войск политических противников великого литовского князя Свидригайло. В 1595 году замок был взят военными отрядами Северина Наливайко.
На территории замков находились две кафедры — латинская Святой Троицы и православная Иоанна Богослова. В них проходили, кроме того, собрания и сеймики волынской шляхты обоих вероисповеданий. В замке действовали разного рода суды, которые занимались вопросами городского и воеводского масштаба. В отдельный период в замке действовал особый суд — Луцкий Трибунал, которому подчинялись несколько воеводств.

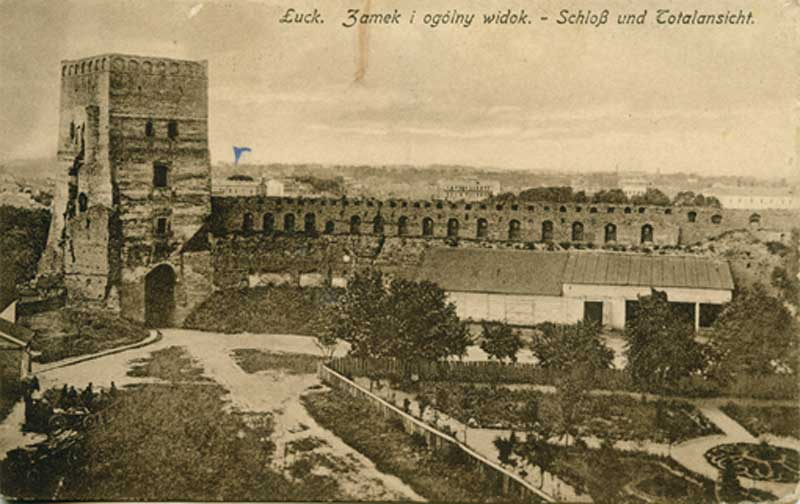
Луцкий замок, нач. XX ст.

В XVIII веке замок начал терять свои функции, что было связано с общественными трансформациями общества Речи Посполитой. Окольный замок прекратил свое существование. В 1795 году в результате третьего раздела Речи Посполитой волынские земли вместе с Луцком вошли в состав Российской империи. В ходе гражданской войны (с 1917 по 1920) Луцк неоднократно переходил из рук в руки. С 1921 по 1939 годы город находился в составе Польши. Верхний замок прекратил существование. Остались руины, которые начали охраняться законом только на рубеже XIX—XX веков. В марте 1921 Луцк становится столицей нового Волынского воеводства. После образования воеводства город сразу отстраивается после серьёзных военных разрушений.
На протяжении XX века Верхний замок и остатки Окольника были реставрированы и открыты для посещения. В начале XXI века был восстановлен и небольшой кусочек Окольного замка.
Знаменательные события, связанные с замком Любарта:
- 1349 — польский король Казимир III безуспешно осаждает Луцк
- 1429 — на протяжении 7 недель в замке состоялся съезд европейских монархов (император Священной Римской империи Сигизмунд, польский король Ягайло, датский король Эрик, великий князь литовский Витовт, великий князь московский Василий II, гроссмейстер прусский, папский легат, послы от византийского императора Иоанна Палеолога, крымский хан и волошский воевода)
- 1431 — неудачная осада польской армией во главе с Ягайло, 26 августа подписан мир между Польшей и ВКЛ.
- 1432 — Ягайло, король польский, даровал Луцку магдебургское право.
- 1436 — Луцк выдерживает осаду литовских войск великого князя Сигизмунда.

В 2011 году по результатам акции «Семь чудес Украины» Верхний замок занял первое место.

## Верхний замок

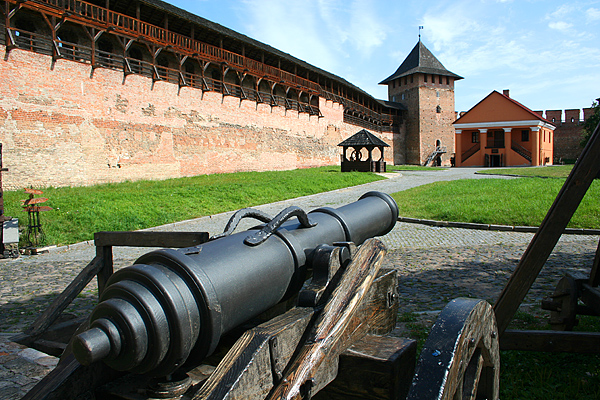
Вооружение замка

В плане замок имеет неправильную, приближенную к треугольнику, форму, что было обусловлено рельефом местности.
Периметр оборонных стен, с башнями на углах, шел по краю возвышенности. С западной стороны находился въезд в замок, проходивший через подъёмный мост и надвратную башню. Высота башни, первоначально трёхъярусной, в XVI веке была увеличена ещё на два яруса, а в начале XVII века её верх был увенчан аттиком. На главном фасаде Въездной башни обратите внимание — над современным проёмом широкая и узкая замурованные арки: это старинные въезд и вход (калитка) в замок, которые были оборудованы подъёмными мостами.
Юго-восточная угловая башня, квадратная в плане, находящаяся над рекой Стырь (укр. Стыр), и поэтому носящая название Стыровая, первоначально тоже имела три яруса. В XVI веке к ней был надстроен ещё один ярус, а в начале XVII века — венчающий аттик. Высота Владычьей башни, находящейся на северном углу крепости, тоже была увеличена на один ярус.

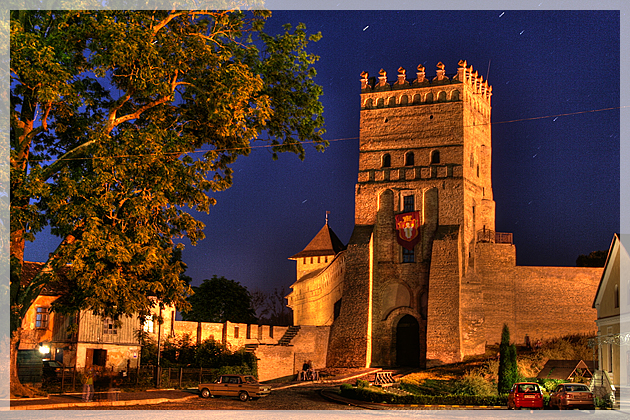
Замок ночью

Оборонные стены замка в XV веке модернизируются и приспосабливаются к применению огнестрельного оружия. На некоторых участках высота стен была увеличена, а проёмы кренеляжа замурованы. Их заменили двумя либо тремя рядами бойниц, доступ к которым осуществлялся по деревянным крытым галереям. Весь замковый комплекс был выстроен из кирпича.
До наших дней не сохранился княжеский дом, примыкавший когда-то к южному участку стен. На его месте в 1789 году, когда замок во время разделов Польши (1772, 1793, 1795) утратил своё оборонное значение, было построено здание так называемого «шляхетского (дворянского) дома». Это было одноэтажное здание, перекрытое наклонной крышей с заломами. Также был разрушен находящийся в центре замкового двора собор св. Иоанна.
В начале XIX века в северной части замка был построен епископский дворец в стиле классицизма.

## Окольный замок
Окольный замок имел площадь около 6 га и был обнесен частично кирпичной стеной, а частично — деревянной, сооруженной из срубов-городень (всего их было 69). Стена окольного замка начиналась от Стыровой башни Верхнего замка, и заканчивалась у Воротной башни Верхнего замка, имела восемь башен: четыре деревянные и четыре каменные (на сегодня уцелела только одна каменная башня и фрагменты стен).

## Галерея

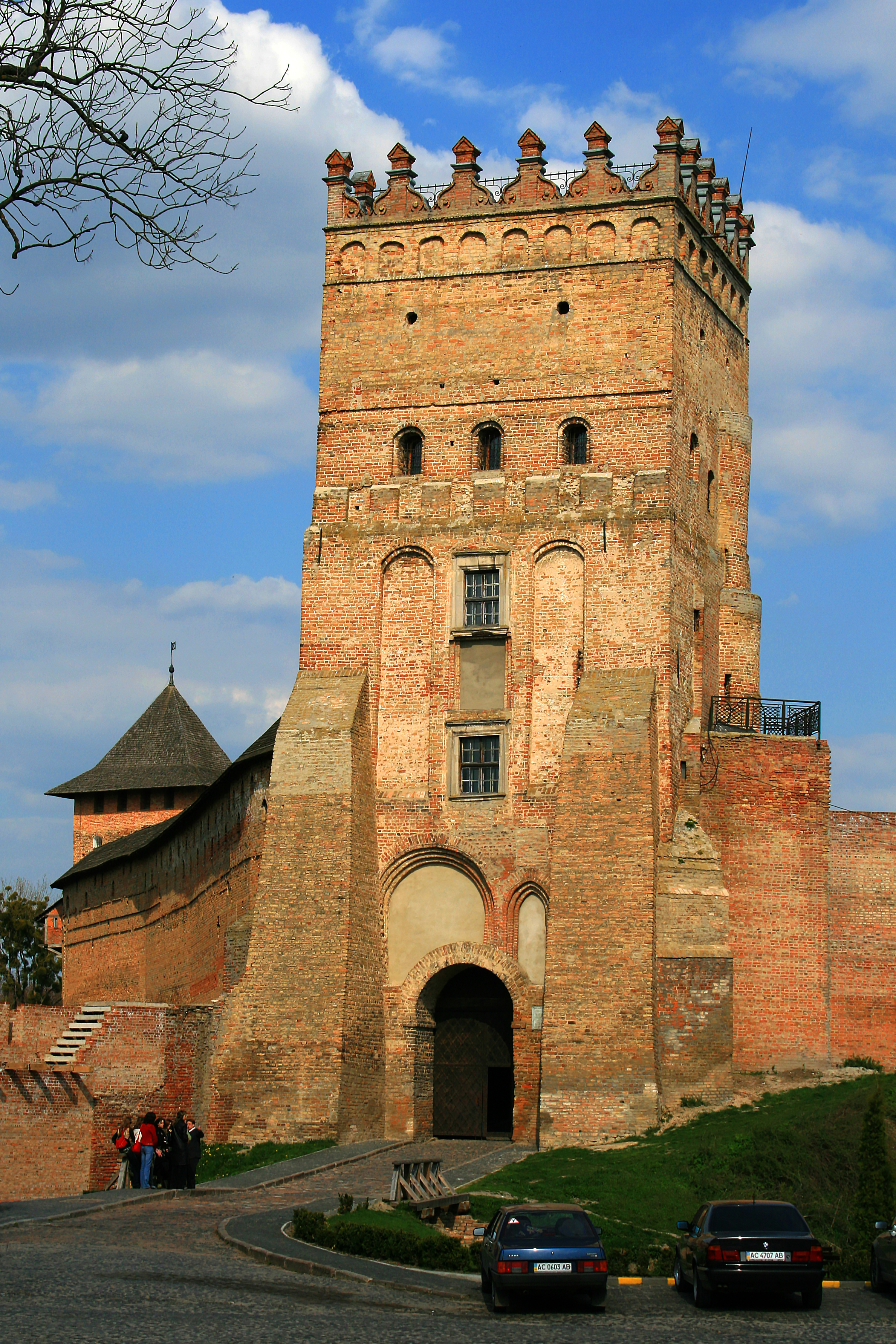
Въездная башня
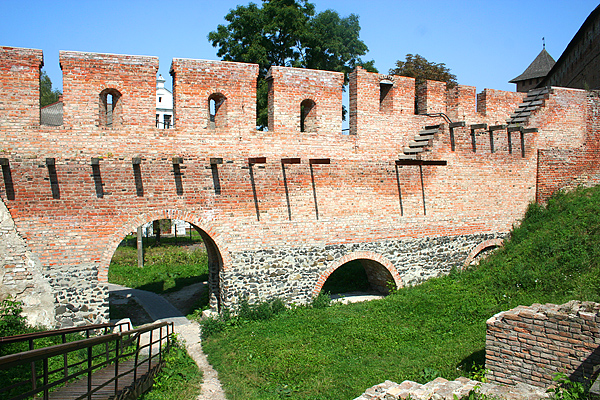
Восстановленная стена Окольного замка
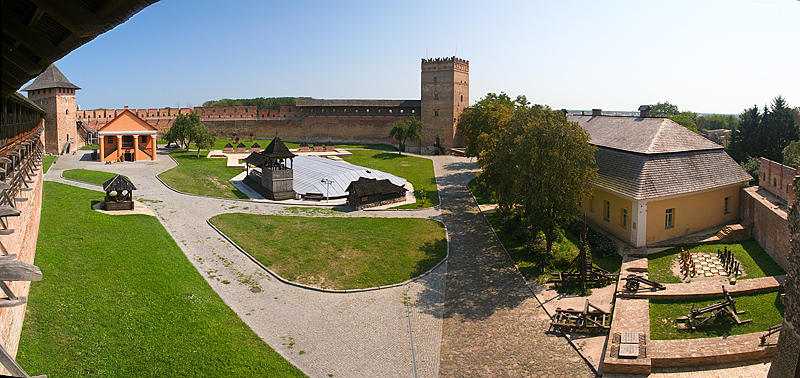
Внутренний двор
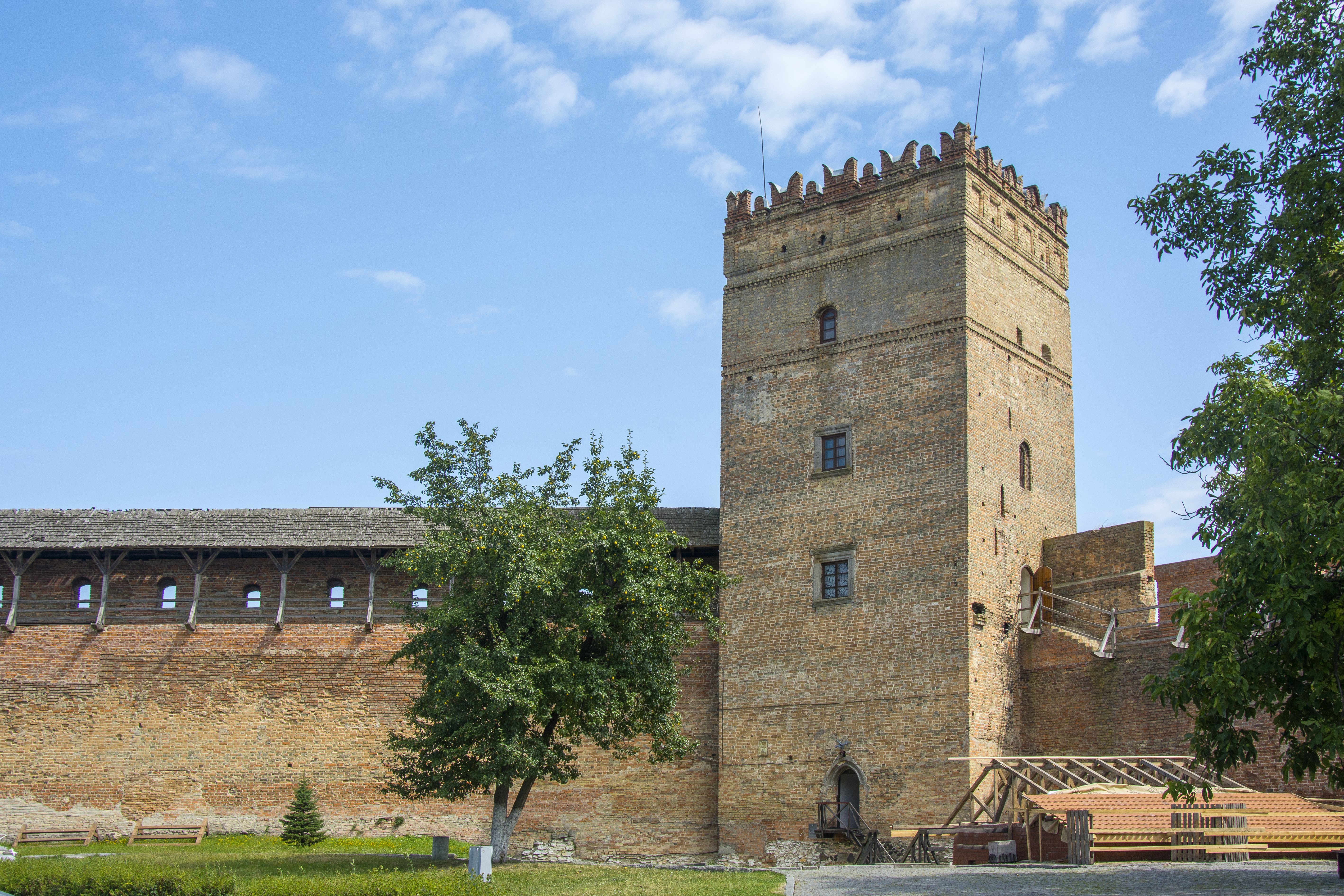
Стыровая башня
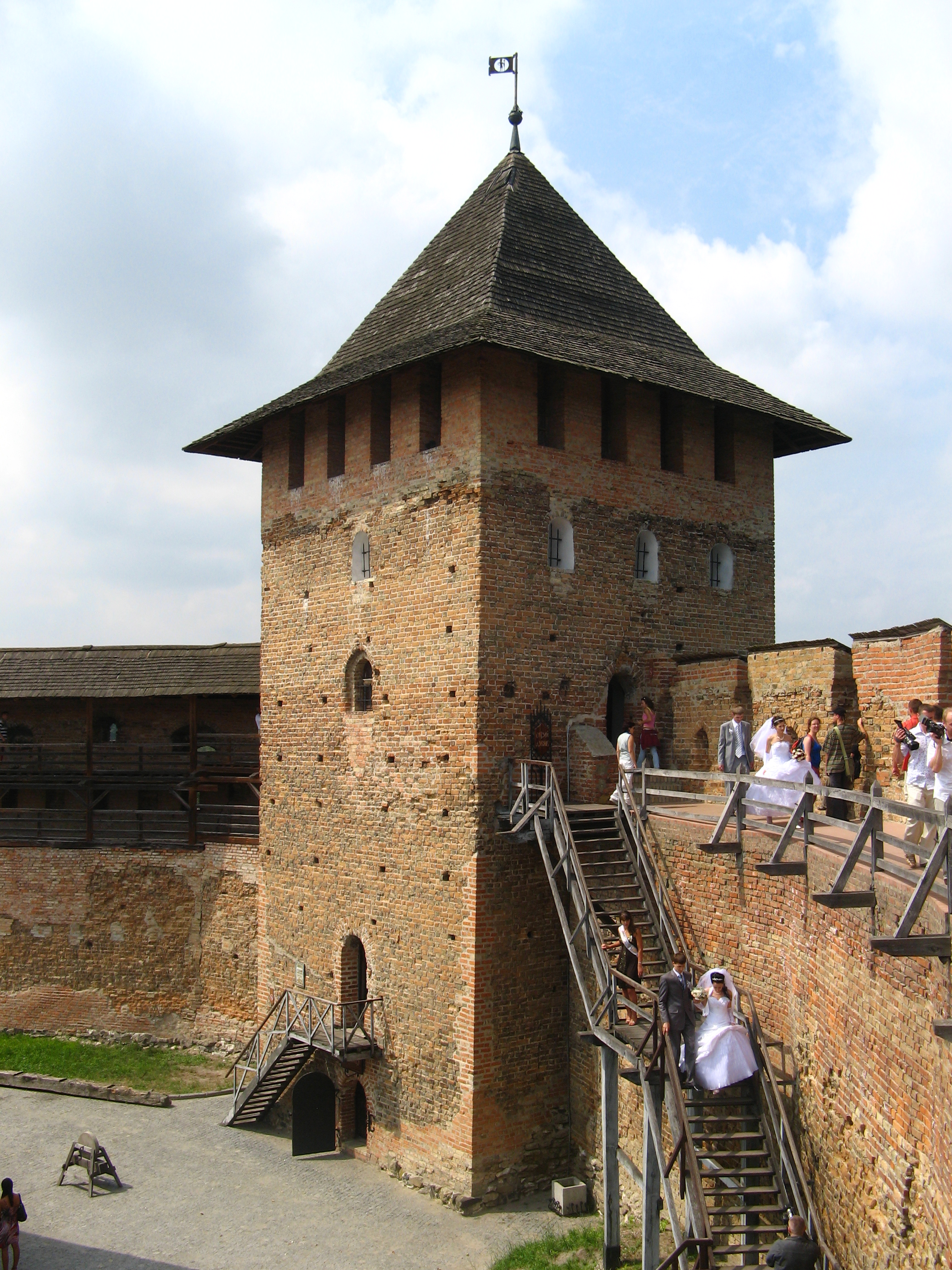
Владычья башня